# Nakanosu
Nakanosu (japanisch 中ノ須) ist ein Atoll vor Okinawa im Ostchinesischen Meer.

## Geografie
Das 0,33 km² große Atoll befindet sich 5 Kilometer westlich der Motobu-Halbinsel von Okinawa, 3 Kilometer südlich von Ie-shima und 2,5 Kilometer nördlich von Minna-shima.
Administrativ gehört das Atoll zur Gemeinde Ie.